# Сиазаньский район
Сиазаньский (или Сиязаньский) район; азерб. Siyəzən rayonu) — район на северо-востоке Азербайджана. Административный центр — город Сиазань.

## География
Район расположен на востоке Азербайджана, на Самур-Дивичинской низменности, на берегу Каспийского моря близ Большого Кавказа, граничит с Хызынским и Шабранским районами.
Большинство авторитетных источников, в основном советские, российские и западноевропейские, проводят границу Европа-Азия по Кумо-Манычской впадине и тем самым относят весь Кавказ, в том числе и Азербайджан, целиком к Азии, однако некоторые западные (в первую очередь американские) источники, полагающие границей Европа-Азия Большой Кавказ, относят территории к северу от этого хребта к Европе, при таком варианте границы Сиазаньский район, географически располагающийся севернее Большого Кавказа, может условно относиться к европейской части Азербайджана.
На западе низменность переходит в ряд гор Главного Кавказского хребта, протягивающегося вдоль Каспийского моря, высота над уровнем моря 28 м. Наиболее известна гора Бешбармаг высотой около 500 м. Геологическое строение и обнаруженные на территории района отложения относятся к палеогеновому и неогеновому периодам.
Поверхность юго-запада низменности образует полупустынный ландшафт. Горным участкам, где распространены серые луговые, каштаново-коричневые виды почвы, характерны лесные луговые ландшафты. Реки Ата-чай и Гиль-чай, протекающие по территории района, берут начало в горных частях и питаются, в основном, дождевыми и снеговыми водами.

## История
Территория Сиазаньского района ранее входила в исторический Ширван.
Впервые Сиазаньский район был образован 11 февраля 1940 года. 4 декабря 1956 года к Сиазаньскому району была присоединена часть территории упразднённого Хизинского района. В 1959 году Сиазаньский район был ликвидирован и включён в состав Дивичинского района.
2 апреля 1992 года решением Верховного Совета Азербайджанской Республики Сиазаньский район был восстановлен в границах 1959 года.
Сиазанский район до 11 февраля 1939 года входил в состав Апшеронского района. Районным центром был поселок Кызыл-бурун, переименованный в 1954 году в Сиазань. В 1992 году район восстановили, но санаторий Чираг-гала и село Агбаш были переданы Дивичинскому (Шабранскому) району (данные населённые пункты являются анклавами на территории Сиазанского района).

## Административное устройство
Район включает 13 муниципалитетов:
1. Сиазаньский
2. Гиль-гильчайский
3. Заратский
4. Бешдамский
5. Гамьинский
6. Еникендский
7. Эйнибулагский
8. Саданский
9. Машрифский
10. Гозагаджинский
11. Юхары Алязский
12. Даггушчинский
13. Тагайский